# سول شور
سول شور (بالإنجليزية: Sol Shor)‏ هو كاتب سيناريو أمريكي، ولد في 17 يوليو 1913، وتوفي في 5 مايو 1985 في نيو روتشيل في الولايات المتحدة.

## وصلات خارجية
- سول شور على موقع IMDb (الإنجليزية)
- سول شور على موقع ألو سيني (الفرنسية)
- سول شور على موقع أول موفي (الإنجليزية)
- سول شور على موقع قاعدة بيانات الفيلم (الإنجليزية)
- سول شور على موقع كينوبويسك (الروسية)